# Štuk

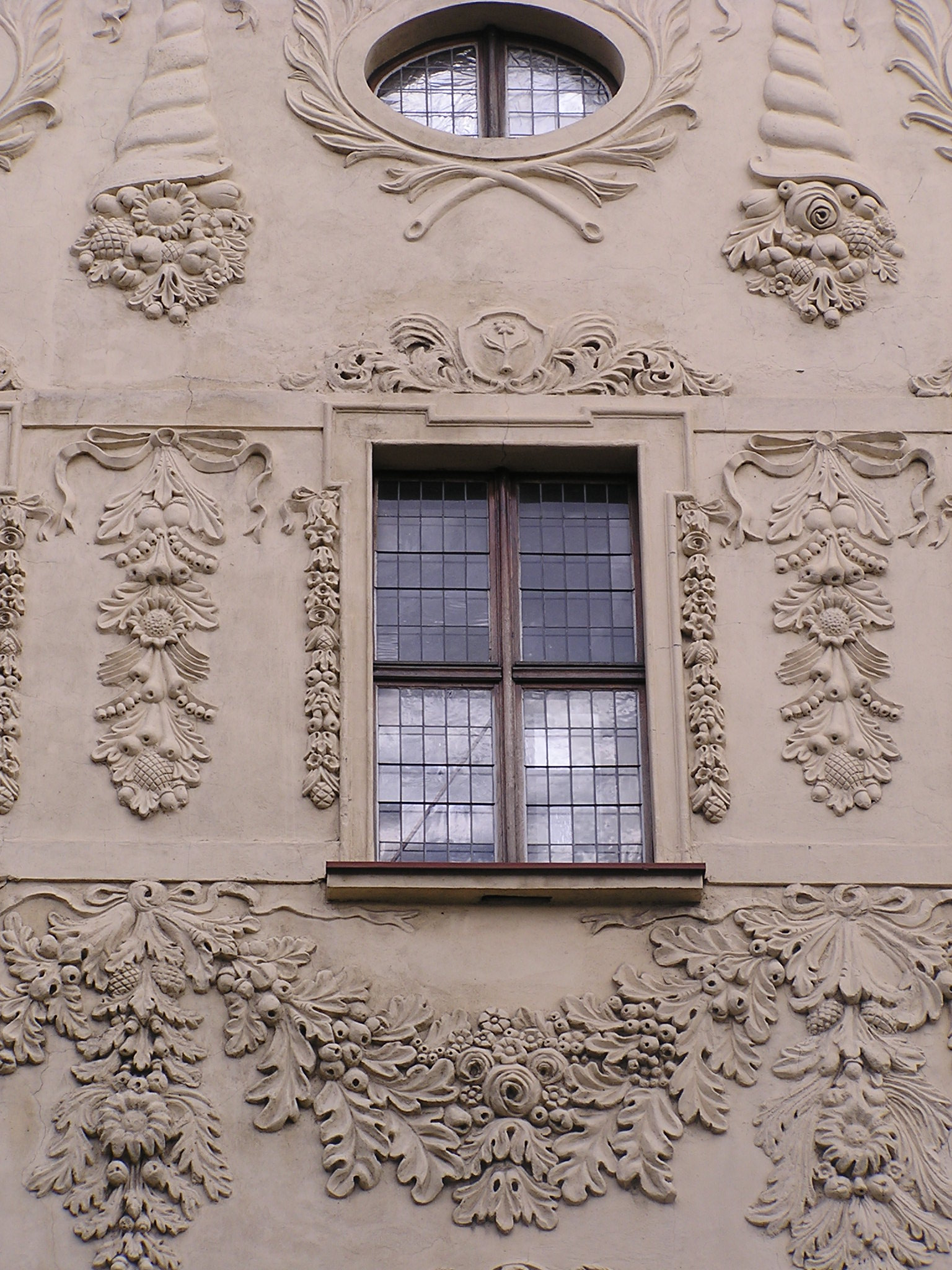
Detail štukové fasády domu v polské Toruni

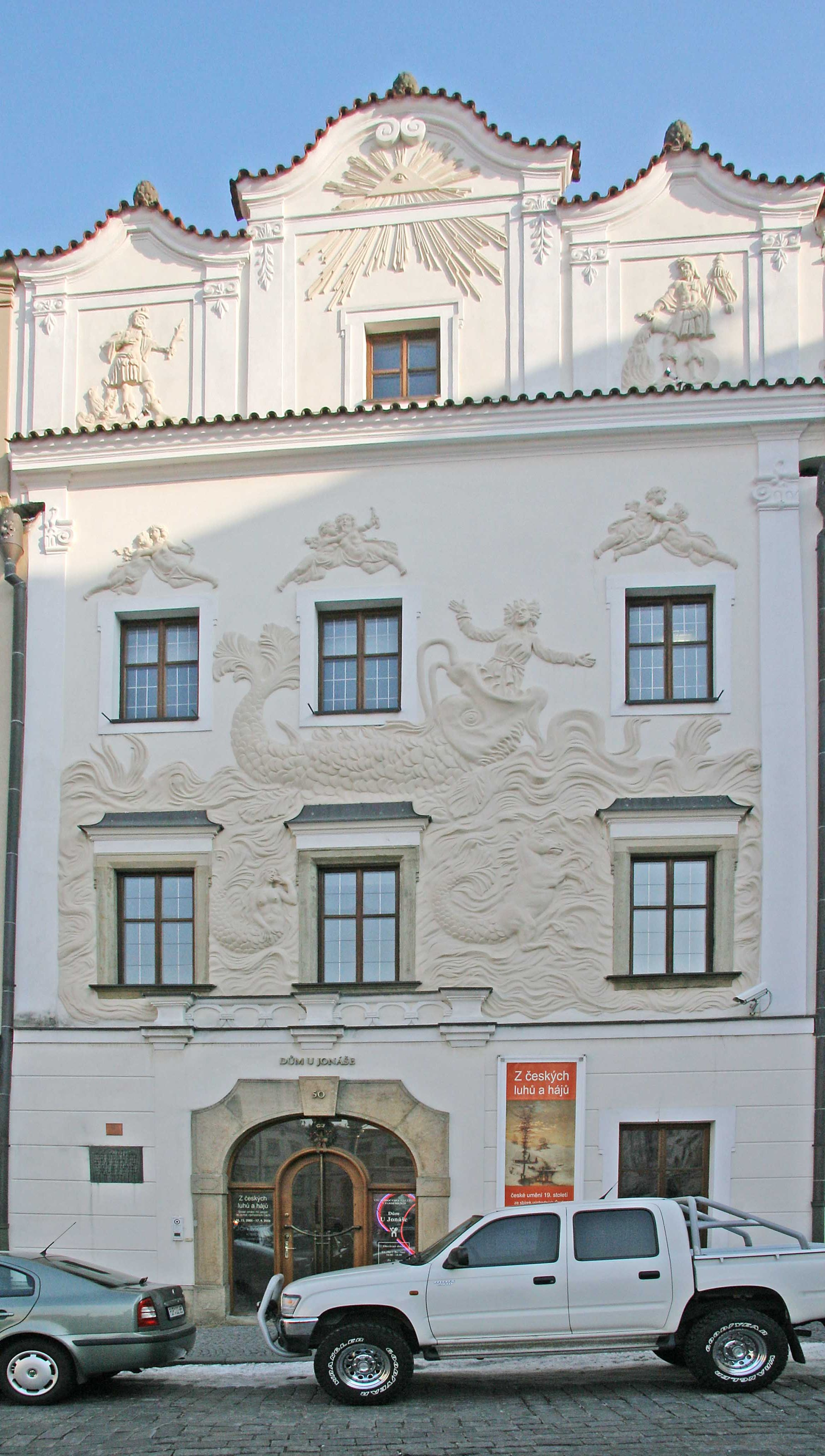
Štuková výzdoba fasády domu U Jonáše v Pardubicích

Štuk (z ital. stucco) je směs z jemného písku, vápna, případně sádry nebo cementu, která se užívá na svrchní vrstvu omítky. Nanáší se v kašovitém stavu a po ztuhnutí je tvrdá a poměrně křehká. U starších architektonických staveb se ze štuku tvořily i plastické ozdoby, reliéfy a římsy na vnějších fasádách i na stropech a stěnách kostelů, zámeckých i bohatších měšťanských budov.

## Historie
Na historických stavbách je štuk směs sádry, hašeného vápna, jemného písku, najemno drcených cihel či mramoru a vody. Jedná se tedy o speciální, velmi jemnou a přilnavou maltovou směs, která umožňuje vytvářet pomocí modelačních nástrojů nejrůznější plastické ornamenty. Vedle modelování z volné ruky je časté také formování, tzv. „vytahování“ štukových říms a profilů pomocí kovové římsové šablony, která se pohybuje po přiložených vodicích lištách.
Tato technika byla oblíbena především v baroku, používala se však už v antickém Římě. Objevila se znovu v renesanci a byla používána ještě na počátku dvacátého století v secesní architektuře. Od poloviny devatenáctého století však byly štukové ornamenty v drtivé většině tvořeny odléváním do forem, což nakonec vedlo k naprosté devalvaci této techniky a jejímu postupnému opuštění ve prospěch architektury zcela bez štukového ornamentu v purismu, konstruktivismu a funkcionalismu.
V posledních staletích, asi až do roku 1995,[zdroj⁠?!] se štuková nebo také jemná (fajnová) malta připravovala na stavbách tak, že se namíchala hodně řídká malta z jemného písku a vápna v poměru 1 : 1. Ta se pak přelévala přes jemné síto do kádí a nechala se ustát do dalšího dne, kdy voda vystoupila na povrch a malta klesla ke dnu. Voda se z povrchu odebírala a malta postupně houstla, až byla jako „máslo“, a pěkně a vláčně se táhla. To trvalo i tři dny. Pak se používala k natažení na hrubou maltu a zpracovala se filcovým hladítkem. Těsně před zpracováním se do ní eventuálně přidávala sádra, později i cement.

## Štuk v současném stavebnictví
V současném stavebnictví je slovem štuk označována jemná maltová směs zrnitosti max. do 1,5 mm, která se v tenké vrstvě nanáší na jádrovou omítku. Jedná se tak o povrchovou vrstvu – finální úpravu omítky. Složení této směsi a způsob nanášení se však od historického štuku poněkud liší.
Štuková omítka se v dnešní době provádí zásadně filcováním a jedná se o velmi oblíbenou povrchovou úpravu omítek v Českých zemích. Nejčastěji je používán vápenný štuk. Takový štuk se dělá cca z 1/3 vápenného hydrátu a 2/3 jemně mletého vápence nebo jemného křemičitého písku. Pokud by velikost zrna přesáhla cca 1,5 mm, je velmi obtížné takový materiál již filcovat a jednalo by se už o omítku jádrovou.
Z historie: Začátkem let devadesátých minulého století hotová jemná omítka v pytlích postupně zcela vytlačila maltu vyráběnou na stavbě. Pro tyto nové, hotové malty k nám ze Západu přišla hladítka z pěnové gumy – a téměř vytlačila hladítka filcová. Tato jsou však stále výborná pro klasickou vápennou maltu, a proto je nadále používají štukatéři a památkářští zedníci.

### Druhy štuku podle druhupojiva
- vápenný
- vápenosádrový
- sádrový
- cementový

### Druhy štuku podle zrnitosti
- jemnozrnný (velikost zrna do 0,5 mm)
- hrubozrnný (velikost zrna do max. 1,5 mm)